# Bulbophyllum mindanaense
Bulbophyllum mindanaense là một loài phong lan thuộc chi Bulbophyllum. Bulbophyllum là một loài ở Philippines đang trong tình trạng nguy cấp.